# ユンベル・サン・セバスティアン学校
ユンベル・サン・セバスティアン学校（スペイン語: Instituto San Sebastián de Yumbel）はチリ共和国ビオビオ州ビオビオ県ユンベルにあるカトリック・スクール（Catholic school）。中等教育までを施す。ビオビオ州で最も古い学校の1つ。ユンベルで重要な慈善的役割を果たしている。サン・セバスティアンはユンベルの守護聖人。

## 歴史
教皇ピウス9世から私的な承認を得ていたコンセプシオンの司教ホセ・イポリート・サラス（José Hipólito Salas）が、ピウス9世没後の1879年10月6日に設立した。 設立当初はユンベル・サン・セバスティアン・セミナリオとして知られていた。1905年に現在の校名に変更された。

## 現状
学齢前教育から、後期中等教育までを行っている。